# Javier Herrera Corona

Wappen von Javier Herrera Corona

Javier Herrera Corona (* 15. Mai 1968 in Autlán, Jalisco, Mexiko) ist ein mexikanischer Geistlicher, römisch-katholischer Erzbischof und Diplomat des Heiligen Stuhls.

## Leben
Javier Herrera Corona empfing am 21. September 1993 durch Bischof Lázaro Pérez Jiménez das Sakrament der Priesterweihe für das Bistum Autlán. Später erwarb er einen Abschuss im Fach Kanonisches Recht.
Am 1. Juli 2003 trat Javier Herrera Corona in den diplomatischen Dienst des Heiligen Stuhls ein. Nach der Ausbildung an der Päpstlichen Diplomatenakademie war er an den diplomatischen Vertretungen des Heiligen Stuhls in Pakistan, Peru, Großbritannien und auf den Philippinen tätig, zuletzt im Rang eines Nuntiaturrats.
Am 5. Februar 2022 ernannte ihn Papst Franziskus zum Titularerzbischof von Vulturaria und zum Apostolischen Nuntius in der Republik Kongo sowie in Gabun. Kardinalstaatssekretär Pietro Parolin spendete ihm am 23. April desselben Jahres im Freien auf dem Gelände des Seminars Santa Maria de Guadalupe von Autlán die Bischofsweihe. Mitkonsekratoren waren der Erzbischof von Guadalajara, Francisco Kardinal Robles Ortega, und der Bischof von Autlán, Rafael Sandoval Sandoval MNM. Sein lateinischer Wahlspruch Ecce, ego sum, mitte me (deutsch: „Hier bin ich, sende mich!“) stammt aus dem Buch des Propheten Jesaja (Jes 6,2 ).